# Aeroportul Djougou
Aeroportul Djougou (IATA: DJA, ICAO: DBBD) este un aeroport din Departamentul Atakora, Benin ce deservește zona Djougou. A fost numit după zona deservită.
Situat la o altitudine de 449 m, aeroportul dispune de o singură pistă.